# Concerto (Cariani)
Concerto conosciuto anche come I musici è un dipinto realizzato in olio su tela di Giovanni Cariani conservato in collezione privata a New York.

## Storia
Giovanni Cariani visse i primi anni a Venezia dove probabilmente si avvicinò ai lavori di Giovanni Bellini e del Giorgione, e anche se i suoi dipinti, hanno caratteristiche uniche, con un linguaggio unico, vennero più volte assegnate ai pittori veneti .
Il Concerto venne attribuito al Cariani solo nel 1962 da Ferruccia Cappi Bentivegna e studiato successivamente dal Pallucchini che ne diede la datazione al 1519, non accettata da tutti ma considerata la più plausibile. Non se ne conosce la committenza ma è sicuramente eseguito nel medesimo periodo del dipinto Gentiluomini e cortigiane e il quadro risulta di provenienza dalla collezione privata di Rodolph Heinemann a New York.

## Descrizione
Il quadro realizzato negli anni in cui il Cariani era a Bergamo, è una delle opere che meglio racconta come sia stata evolutiva l'opera del pittore negli anni lontani da Venezia, riuscendo a formarsi in modo autonomo e unico. La figura nel suonatore posta al centro della scena è la vera protagonista, suona e canta. Cariani non dipinge come nel Suonatore di liuto la contemplazione della musica, ma il godendo del musicista per la propria musica e per il proprio canto, mentre i due personaggi che sono presenti sembrano anche un poco imbarazzati, un poco smarriti. Il personaggio posto a destra della tela sembra cercare lo sguardo dell'osservatore, mentre quello alla sinistra trattiene tra le mani un libro rilegato di rosso e sembra assente, perso nei propri pensieri. 
Nella notevole stesura cromatica della pelliccia che indossa il musicista vi è ancora una leggere presenza dell'opera tizianesca, ma il forte uso dei colori e dei tratti intensi e esasperati si allontanano però da ogni altro pittore divenendo espressione unica. Cariani dipinge il vero, nell'arte bergamasca potrebbe essere considerata una anticipazione caravaggesca. Sarà Sgarbi in un suo studio del 1982 a studiare il dipinto giudicandolo un inizio di quello che sarà il naturalismo lombardo mediante forzature espressionistiche.
Tutte queste considerazioni pongono l'opera in una posizione storica artistica di rilievo.